# Arroyo Perkiomen

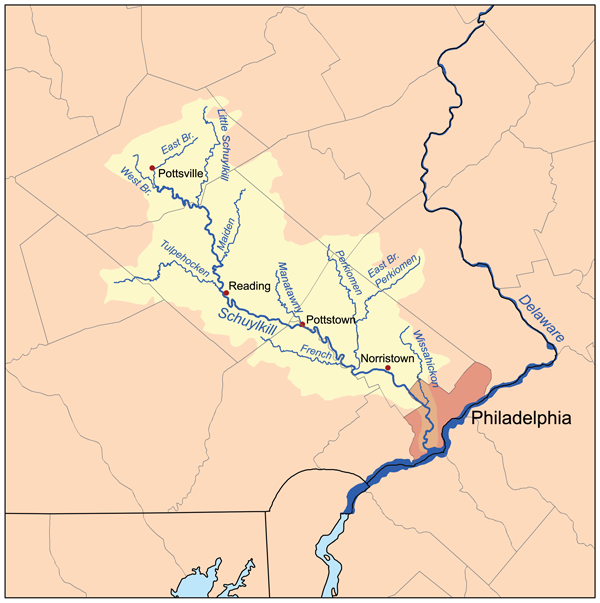
El Arroyo Perkiomen se une al río Schuylkill al oeste de Norristown.

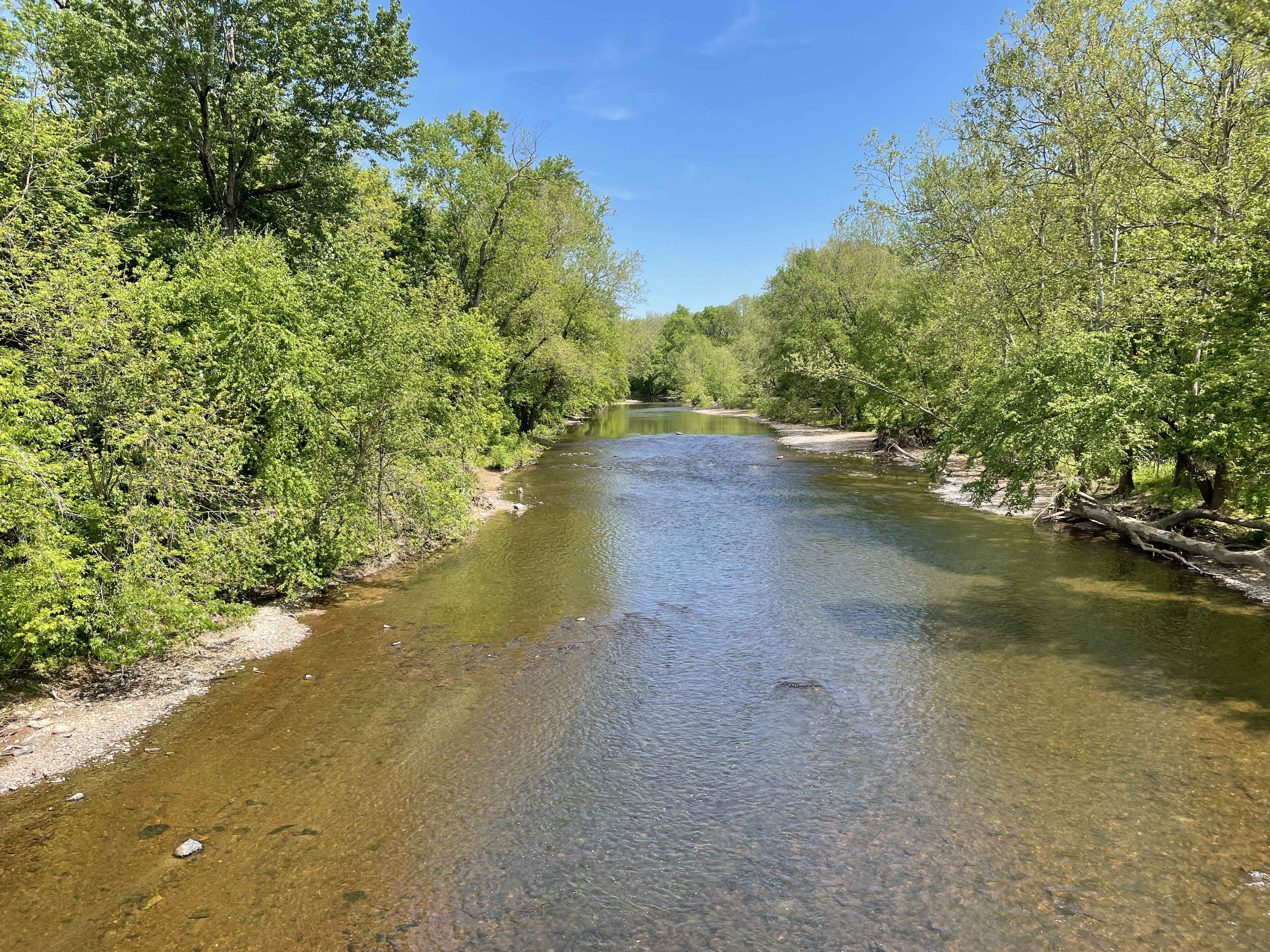
Arroyo Perkiomen en Rahns, Pensilvania, en mayo de 2021

El Arroyo de Perkiomen (en inglés Perkiomen Creek) es un afluente del río Schuylkill de unos 60,7 km que corre en los condados de Berks, Lehigh y Montgomery, en Pensilvania. Antes era llamado Perquaminck Creek, por un mapa de Thomas Holme de 1687 .

## Etimología
Su título proviene del término lenape Pakihm Unk, que significa "lugar de arándanos".

## Historia
En 2003 se estableció el sendero Perkiomen  en una asociación de la Comisión de Planificación del Condado de Montgomery y los gobiernos locales para proporcionar un sendero para caminar, trotar y andar en bicicleta a lo largo del arroyo que se extiendese hacia el sur desde el parque Green Lane Reservoir hasta las cercanía del río Schuylkill, donde se encuentra con el Sendero del río Schuylkill.

## Geografía
El arroyo comienza en el municipio de Hereford, condado de Berks,  fluyendo inicialmente hacia el este al municipio de Upper Milford, condado de Lehigh, y gira hacia el sur para entrar de nuevo al municipio de Hereford antes de llegar al condado de Montgomery. 
El arroyo se une al río Schuylkill (y cierra el sendero) a aproximadamente 1,7 millas (2,7 km) aguas abajo de la comunidad de Audubon, donde se encuentra el santuario de vida silvestre Mill Grove Farm, que alguna vez fue propiedad del ornitólogo del siglo XIX John James Audubon. Hoy en día es de la Sociedad Nacional Audubon. Su afluente más grande es El arroyo este del Perkiomen.
El embalse de Green Lane, donde parte el sendero, está formado por una presa en el arroyo en el lado norte de Green Lane que se encarga de respaldar el agua que va desde allí hacia el norte de la Ruta 663 .

## En la cultura popular
La canción de Hall and Oates  "Perkiomen" publicada en 1970 lleva el nombre del Arroyo Perkiomen.